# Sofija Jakovlevna Parnok
Sofija Jakovlevna Parnok (in russo София Яковлевна Парнок?; Taganrog, 11 agosto 1885 – Mosca, 26 agosto 1933) è stata una poetessa e traduttrice russa, dal 1918 sovietica, sorella del poeta Valentin Parnac e della scrittrice di racconti per bambini Elizaveta Tarachovskaja.

## Biografia
Sofija Parnok nacque da un padre farmacista. Studiò al ginnasio femminile "Imperatrice Maria" di Taganrog tra il 1894 ed il 1903, viaggiò per l'Europa, studiò al conservatorio di Ginevra, ma la scarsezza di mezzi finanziari la costrinse infine a tornare a Taganrog nel 1904.
Entrò al conservatorio di San Pietroburgo alla fine dello stesso anno, ma abbandonò gli studì e ripartì per Ginevra, dove fece la sua prima esperienza come drammaturga, con l'opera teatrale Il sogno.
Nel giugno 1906 tornò a Taganrog.
Nel 1907 sposò Vladimir Volkenstein e si trasferì a San Pietroburgo.
Nel gennaio 1909, Parnok divorziò da suo marito e si stabilì a Mosca.

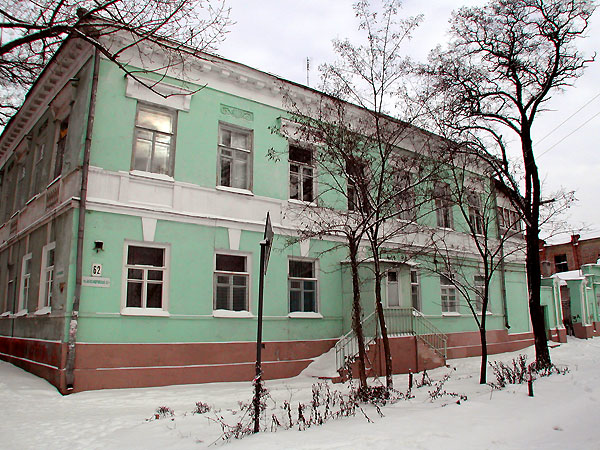
Casa natale della Parnok a Taganrog, da TaganrogCity.Com

All'inizio della prima guerra mondiale, conobbe la giovane poetessa Marina Cvetaeva, con la quale ebbe un'appassionata storia d'amore che lasciò tracce importanti nella poesia di entrambe le donne. Il tardivo primo libro di poesie di Parnok, Poesie, apparve poco prima che lei e Cvetaeva si separassero, nel 1916. Le poesie di questo volume presentavano il primo soggetto lesbico non decadente e desiderante mai apparso in un libro di poesia russa.
Parnok lasciò Mosca alla fine dell'estate del 1917 e trascorse gli anni della guerra civile russa nella città di Sudak, in Crimea. Là scrisse uno dei suoi capolavori, il poema e libretto drammatico per l'opera lirica in quattro atti Anast di Aleksandr Afanas'evič Spendjarov, che fu un grande successo al Teatro Bol'šoj di Mosca nel 1930, ad Odessa, Tbilisi, Tashkent, Erevan e a Parigi (1952).
Sofija Parnok è l'autrice delle raccolte di poesie Rose delle Pieridi (1922), La vite (1923), Musica (1926) e A mezza voce (1928). La censura sovietica decise presto che la voce poetica di Parnok era "illegale", e non le fu permesso di pubblicare dopo il 1928. Parnok si guadagnò da vivere traducendo poesie di Charles Baudelaire, romanzi di Romain Rolland, Marcel Proust, Henri Barbusse e altri.
Sofija Parnok morì di un attacco di cuore in un paese vicino a Mosca il 26 agosto 1933. Prima della fine degli anni trenta, la casa editrice degli Scrittori sovietici pubblicò una raccolta di sue poesie.
La sua riscoperta risale comunque agli ultimi decenni del XX secolo, quando le sue poesie sono state dapprima ripubblicate o (nel caso di inediti) pubblicate ex novo, e poi studiate e valorizzate da una nuova generazione di critici. La Parnok è oggi annoverata fra i grandi poeti russi, ed è considerata una delle più grandi poetesse dell'amore fra donne del XX secolo.

## Opere
- Sofija Parnok, Последняя весна – L’ultima primavera [Raccolta delle poesie, testo a fronte russo-italiano], Damocle, 2019. Traduzione e note di Linda Torresin.
- Sofija Parnok, Sobranie stichotvorenij [Raccolta delle poesie], Inapress,  Sankt Peterburg 1998 (a cura di Sofija Poljakova), che raccoglie sia le poesie edite in vita sia quelle lasciate inedite. Comprende:
  - Розы Пиерии (Rozy Pierii -- Rose delle Pieridi 1922);
  - Лоза (Loza -- La vite 1923);
  - Музыка (Muzyka -- Musica 1926);
  - Вполголоса (Vpolgolosa -- A mezza voce 1928).
- Sofija Parnok (1885-1933), Canti per una musa canuta, da "Poesia", n. 131 (settembre 1999), pp. 44–51. Traduzione di Paolo Galvagni.
- "A lungo vissi, amando libertà"; -- "Non ti voglio, oggi, memoria!; -- "Gettan di nuovo sguardi che non vedono" e Una bimba impacciata mi sembrasti (le ultime due dal ciclo "L'amica" e altri versi" di Marina Cvetaeva). Traduzioni di Fiornando Gabbrielli, con testo russo a fronte.
- Dedicate a lei. Due poesie d'amore scambiate fra Sofija Parnok e Marina Cvetaeva nel 1915.